# Se te djon ye
Albums de Amadou et Mariam
Sou ni tilé
(1999)
Se te djon ye est le premier réel album d'Amadou et Mariam sorti le 1998.

## Historique
Cet album est d'abord sorti sous forme de cassette audio à la fin des années 1990 en Afrique avant d'être réédité le 26 janvier 1999 par le label Sonodisc à la suite du succès de leur album suivant Sou ni tilé.

## Titres de l'album
| 1.    | Se Te Djon Ye          | Amadou Bagayoko | 4:10 |
| 2.    | Kelen La Seben         | Mariam Doumbia  | 5:52 |
| 3.    | Mon amour              | Amadou Bagayoko | 4:07 |
| 4.    | Min Ni Min Be Gnogonfe | Amadou Bagayoko | 3:35 |
| 5.    | Allah Ma Na Komin Ke   | Amadou Bagayoko | 3:22 |
| 6.    | Dou Gne Te So Ye       | Amadou Bagayoko | 3:17 |
| 7.    | Ko Be Na Touma Son     | Mariam Doumbia  | 3:31 |
| 8.    | Touba La Kono          | Amadou Bagayoko | 3:57 |
| 9.    | Fourousso Kono         | Mariam Doumbia  | 6:01 |
| 10.   | Mougnou Koro Kadi      | Amadou Bagayoko | 3:38 |
| 11.   | Cheri Coco             | Mariam Doumbia  | 3:07 |
| 44:37 |                        |                 |      |